# Rosario Saclumil
Rosario Saclumil är en ort i Mexiko.   Den ligger i kommunen Yajalón och delstaten Chiapas, i den sydöstra delen av landet, 800 km öster om huvudstaden Mexico City. Rosario Saclumil ligger 832 meter över havet och antalet invånare är 225.
Terrängen runt Rosario Saclumil är varierad. Rosario Saclumil ligger nere i en dal. Runt Rosario Saclumil är det ganska tätbefolkat, med 56 invånare per kvadratkilometer. Närmaste större samhälle är Yajalón, 2,6 km söder om Rosario Saclumil. I omgivningarna runt Rosario Saclumil växer i huvudsak städsegrön lövskog.